# Loznitsa (Dobritsj)
Loznitsa (Bulgaars: Лозница) is een klein dorpje in het uiterste noordoosten van Bulgarije. Het dorp is gelegen in de gemeente General Tosjevo in de oblast Dobritsj, op enkele kilometer van de Roemeense grens. Het dorp ligt hemelsbreed ongeveer 45 km ten noorden van Dobritsj en 397 km ten noordoosten van Sofia.

## Bevolking
Op 31 december 2020 werden er slechts 9 personen in het dorp Loznitsa geregistreerd. Het aantal inwoners vertoont al meerdere jaren een dalende trend: in 1946 woonden er nog 832 personen in het dorp.
| Bevolkingsontwikkeling tussen 1934 en 2020          |
| --------------------------------------------------- |
|                                                     |
| Bron: Nationaal Statistisch Instituut van Bulgarije |

In het dorp wonen grotendeels etnische Bulgaren, maar ook Roma. In de optionele volkstelling van 2011 identificeerden 10 van de 13 ondervraagden zichzelf als etnische "Bulgaren". De overige 3 ondervraagden noemden zichzelf "Roma".
| Etnische samenstelling van de respondenten (2011) | Etnische samenstelling van de respondenten (2011) | Etnische samenstelling van de respondenten (2011) | Etnische samenstelling van de respondenten (2011) | Etnische samenstelling van de respondenten (2011) |
| ------------------------------------------------- | ------------------------------------------------- | ------------------------------------------------- | ------------------------------------------------- | ------------------------------------------------- |
|                                                   |                                                   |                                                   |                                                   |                                                   |
| Bulgaren                                          | Bulgaren                                          |                                                   | 76,9%                                             | 76,9%                                             |
| Turken                                            | Turken                                            |                                                   | 0,0%                                              | 0,0%                                              |
| Roma                                              | Roma                                              |                                                   | 23,1%                                             | 23,1%                                             |
| Anders/Onbekend                                   | Anders/Onbekend                                   |                                                   | 0,0%                                              | 0,0%                                              |

Van de 13 inwoners die in februari 2011 werden geregistreerd, waren er 11 tussen de 15-64 jaar oud (84,6%), terwijl 2 personen 65 jaar of ouder waren (15,4%).